# Sjörätt
Sjörätt är ett samlingsnamn på de rättsregler som reglerar sjöfarten. Rättsområdet är till stor del grundat på internationella konventioner, eftersom sjötransport till sin natur är en gränsöverskridande verksamhet. Inom sjörätten finns regler som fördelar ansvaret mellan de olika aktörerna vid sjötransport såsom fartygsägare, redare, befraktare och lastägare. Till sjörätten räknas också de trafikregler som gäller på sjön, däribland de Internationella sjövägsreglerna och olika länders nationella bestämmelser. Rättsområdet är en del av transporträtten och anknyter inte sällan till bland annat miljörättens område.

## Internationell och nationell rätt
Den internationella sjörättens förhållande till intern lagstiftning varierar mycket mellan olika länder. På internationellt vatten tillämpas dock oftast internationell sjörätt samt i förekommande fall den lagstiftning som gäller i det land där fartyget har sin hemmahamn. De flesta sjöfartsnationer, däribland Sverige, har ett välutvecklat internt regelverk som alla fartyg med dess flagg måste följa. Då ett regelverk med stränga föreskrifter kan vara förknippat med högre kostnader för fartygsägaren, förekommer det att rederier registrerar sina fartyg i länder som Liberia och Panama, där kontrollen är begränsad, under så kallad bekvämlighetsflagg.
Den största delen av världens sjörättsliga förhandlingar sker i olika länders nationella domstolar. Genom olika typer av mellanstatliga avtal kan även tvister som involverar flera länders fartyg ofta lösas på detta sätt. I det fall en sjörättslig tvist uppkommer mellan stater som inte kan hanteras av det vanliga domstolsväsendet kan den prövas av Internationella havsrättsdomstolen.

## Sjörätt i Sverige
Den svenska sjörätten har sitt ursprung i tysk sjörätt I Sverige regleras den i författning främst av Sjölagen (1994:1009) och Sjötrafikförordningen (1986:300). Därtill ger myndigheten Transportstyrelsen bland annat ut Transportstyrelsens föreskrifter och allmänna råd (TSFS 2009:44) om sjövägsregler (svensk version av IS) och Transportstyrelsens föreskrifter och allmänna råd (TSFS 2009:45) om prejning och visitering samt militära förhållanden som påverkar sjötrafiken. 

## Kritik
Det finns en bred enighet om att sjöfarten bör vara internationellt reglerad. Då sjöfarten har en lång historia och många regler baseras på gamla tiders ideal och tankar, hävdar dock många kritiker att sjörätten är konservativ och protektionistisk i förhållande till modern frihandel.

## Sjörättsliga begrepp
- Godstransport: Konossement
- Befattningar: Befälhavare — Överstyrman — Styrman — Teknisk chef — Fartygsingenjör
- Nautiska behörigheter: Sjökapten — Fartygsbefäl (klass 1 - 8) — Matros — Lättmatros
- Fördrag, konventioner och avtal: Förenta nationernas havsrättskonvention — Internationella sjövägsreglerna — Haagreglerna — SOLAS